# Вулиця Петра Ніщинського (Київ)
Ву́лиця Петра́ Ніщи́нського — вулиця в Солом'янському районі міста Києва, житловий масив Першотравневий. Пролягає від проспекту Повітряних Сил до вулиці Генерала Воробйова.

## Історія
Вулиця виникла в 2-й половині 50-х років XX століття під назвою 504-та Нова, з 1957 року — вулиця Ніщинського, на честь українського композитора Петра Ніщинського. Сучасна уточнена назва — з 1961 року.